# حادثة 3 يوليو
حادثة 3 يوليو هي بمثابة اضطراب سياسي في جمهورية إندونيسيا التي كانت قد تشكلت آنذاك حديثًا. قامت الفصائل العسكرية المعارِضة لمفاوضات الجمهورية الإندونيسية مع الهولنديين أثناء الثورة الوطنية الإندونيسية باختطاف رئيس الوزراء سوتان صاهرير. وانتهت بإطلاق سراحه وإعادة هيكلة كل من الحكومة والجيش. 

## الأحداث
بعد احتلال الحلفاء لجاكرتا، نقل الجمهوريون الإندونيسيون عاصمتهم إلى يوجياكرتا، مما عرض الوحدات المسلحة في المدينة للمؤامرات السياسية المدنية. عارضت مختلف الفصائل الإندونيسية قرار الرئيس سوكارنو ببدء المفاوضات مع الهولنديين، والتي تشكلت في مجموعة "بيرستويان بيردجوانجان" ("اتحاد النضال") بقيادة الشيوعي تان مالاكا [الإنجليزية] . حظيت معارضة بيرستويان بيردجوانجان للتفاوض مع الهولنديين بدعم العديد من أقسام القوات المسلحة، بما في ذلك قائدها سوديرمان واللواء سودارسونو.
في 27 يونيو، أطلقت وحدات الجيش الإندونيسي بقيادة سودارسونو سراح تان مالاكا [الإنجليزية] وأتباعه من السجن في سوراكارتا. ألقي القبض على رئيس الوزراء سوتان صاهرير الذي كان يقود المفاوضات مع الهولنديين في نفس الليلة في سوراكارتا واقتيد إلى قصر السلطان مع شخصيات أخرى. وفي الوقت نفسه، احتلت قوات سودارسونو مدينة يوجياكارتا. أعلن الرئيس الإندونيسي سوكارنو الأحكام العرفية وطالب بالإفراج عن سوتان صاهرير. تقدمت القوات الموالية لسوكارنو إلى سوراكارتا من سورابايا؛ وأرسلت فرقة (سيليوانجي) الموالية قوات إلى يوجياكارتا. أُلقي القبض على آدم مالك وغيره من المتطرفين الشباب.